# 부케

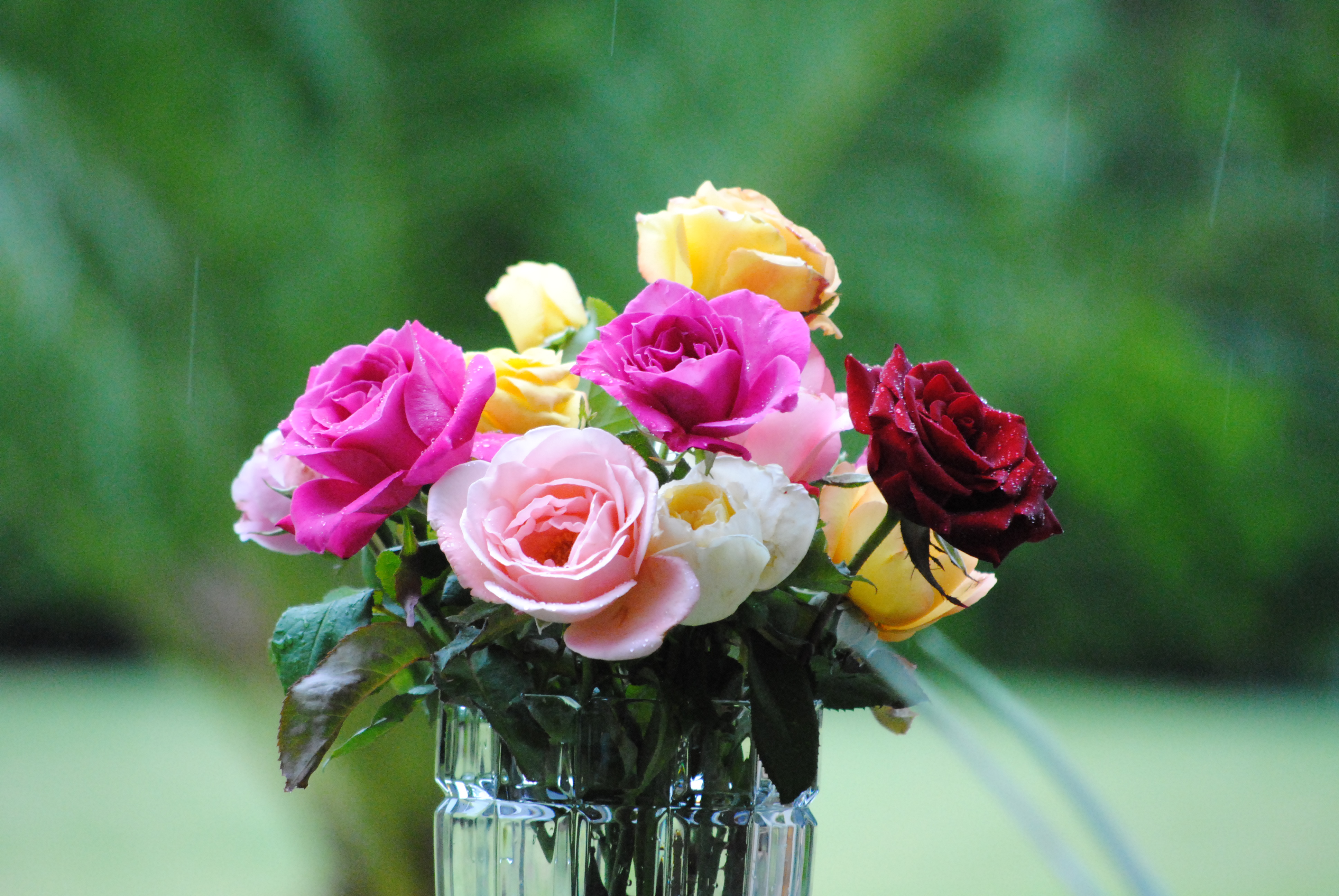
병 안의 부케

부케(Flower bouquet)는 주로 결혼식 때 신부가 드는 작은 꽃다발로, 주로 뒤로 던져 받는 사람이 다음번에 결혼 하지만, 그로부터 6개월 내에 결혼을 못할 경우 노처녀가 된다는 속설이 있다.

## 영국

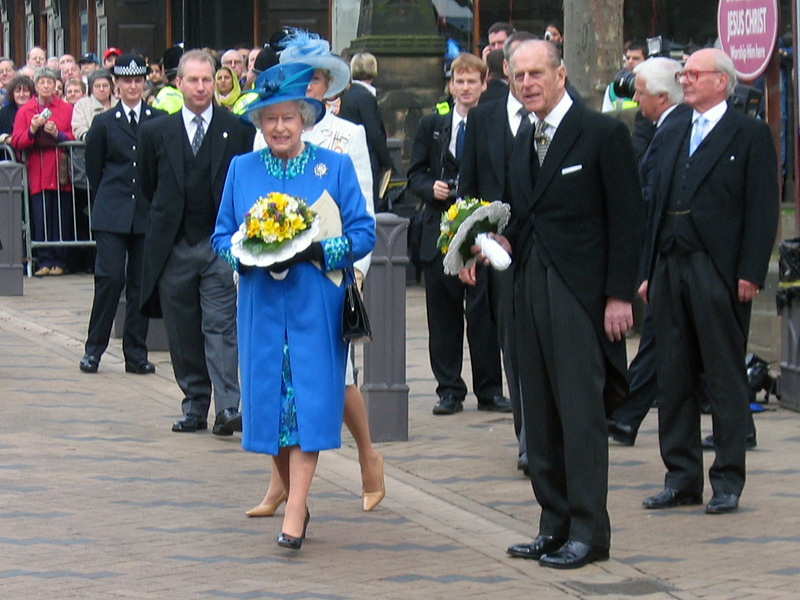
엘리자베스 2세 여왕과 에든버러 공작 필립이 2005년 로열 맨디가 끝나고 웨이크 필드 대성당을 떠날 때 코스게이를 들고 있다.

노스게이 (nosegay)나 터지머지 (tussi-mussie, tussy-mussy)는 주로 선물로 주어지는 작은 꽃다발이다. 중세 시대부터 머리나 몸에 지니던 형태로 존재해 왔다.  전통적으로 줄기를 묶는 방법이 사용된다. 다른 방법으로, 다양한 형태 및 재료 (종종 은색이지만)를 이용한 "포시 홀더"나 "허리, 머리카락 또는 브로치로 고정"하여 활용하는 방법이 있다.
노스게이 (nosegay)라는 용어는 15세기 중세 영어의 코(nose)와 장식 (gay)을 의미하는 단어의 결합으로 생겨났다. 그래서 노스게이는 코나 콧구멍에 사용하는 장식품이었다.
터지머지 (tussi-mussie, tussy-mussy)라는 용어는 빅토리아 여왕 시대 (1837–1901)에 만들어졌는데, 그 때 작은 꽃다발들이 인기 있는 패션 액세서리가 되었다.
일반적으로, 터지머지는 꽃말에서 꽃의 상징을 포함하므로 받는 사람에게 메시지를 보내는 데 사용될 수 있다. 현대에 이 용어는 특히 원뿔형 금속 홀더 또는 홀더 자체의 작은 꽃다발, 특히 순백의 결혼식에서 사용되는 작은 꽃다발을 가리킨다.

## 같이 보기
- 꽃장식
- 플로리스트리
- 향주머니